# Parafia św. Jakuba Apostoła w Mieronicach
Parafia świętego Jakuba Apostoła w Mieronicach — parafia rzymskokatolicka, znajdująca się w diecezji kieleckiej, w dekanacie wodzisławskim.